# فوران اشباعی

طرح یک فوران اشباعی: ۱: ابر بخار آب، ۲: کانال ماگما، ۳: لایه‌های گدازه و خاکستر، ۴: لایه، ۵: سطح آب، ۶: انفجار، ۷: اتاقک ماگما

فوران اشباعی (به انگلیسی: Phreatic eruption)، که همچنین به نام انفجار اشباعی، فوران فراآتشفشانی یا فوران بخار نامیده می‌شود، زمانی رخ می‌دهد که ماگما، آب زیرزمینی یا آب‌های سطحی را گرم می‌کند. دمای شدید مواد مذاب (از ۵۰۰ تا ۱٬۱۷۰ درجه سلسیوس (۹۳۰ تا ۲٬۱۰۰ درجه فارنهایت)) سبب تبخیر تقریباً آنی آب به بخار می‌شود و در نتیجه انفجار بخار، آب، خاکستر، سنگ و بمب‌های آتشفشانی رخ می‌دهد. در کوه سنت هلن در ایالت واشینگتن، صدها انفجار بخار پیش از فوران پلینیایی آتشفشان در سال ۱۹۸۰ رخ داد. یک رویداد زمین‌گرمایی با شدت کمتر ممکن است سبب یک آتشفشان گِلی شود.